# Korpsgebouw Leger des Heils (Middelburg)
Het korpsgebouw is een kerkgebouw van het Leger des Heils in Middelburg, gelegen aan Het Zwin 1. Nadat in 2004 de korpsen van Middelburg en Vlissingen waren samengevoegd werd in 2006 besloten tot de bouw van een nieuw korpsgebouw. In maart 2009 werd het in gebruik genomen.

## Korps Walcheren
Op 22 september 1888 werd in Vlissingen een korps van het Leger des Heils opgericht. Op 13 juli 1889 werd ook in Middelburg een korps opgericht. Het korps van Vlissingen maakte vanaf januari 1961 gebruik van een nieuw pand aan de Dokter Stavermanstraat. In Middelburg werd vanaf 1889 de voormalige Doopsgezinde Kerk gebruikt als korpsgebouw. In 1995 begon het proces dat zou leiden tot de samenvoeging van beide korpsen in het Korps Walcheren in september 2004. 

## Nieuw korpsgebouw
Volgend op de samenvoeging werd in 2006 besloten een nieuw korpsgebouw te laten bouwen op een kavel aan Het Zwin. De onderhandelingen met de gemeente werden samen gevoerd met het moskeebestuur van Middelburg die in hetzelfde gebied een nieuwe moskee wilden bouwen. In augustus 2006 werd een akkoord bereikt. Door de gelijktijdige toestemming voor twee religieuze gebouwen die naast elkaar zouden komen te staan werd het gebied ook wel 'reli-boulevard' genoemd. Op 1 februari 2008 werd de eerste paal geslagen. De officiële handeling werd verricht door Majoor van Vliet, de toenmalige directeur van het Leger des Heils. Op 7 maart 2009 werd het nieuwe gebouw geopend door Roy Frans, de toenmalige commandant van het Leger des Heils in Tsjechië en Nederland.
De kerk is gebouwd naar een ontwerp van architectenbureau Fierloos in een neomoderne stijl. Het gebouw heeft naast een kerkzaal een keuken, werkruimtes en een kledingbeurs. Opvallend aan het gebouw is een afgebogen voorgevel met daarin een glas-in-loodraam in de vorm van een kruis, welke werd vervaardigd door kunstenaar Peter Clijsen.